# Gorg Blau
El Gorg Blau és un embassament que es troba a les faldes del Puig Major i del Puig de Massanella, en el municipi d'Escorca, Mallorca. Juntament amb l'embassament de Cúber, és propietat de l'Ajuntament de Palma i de 1971 ençà abasteix d'aigua al seu municipi i els dels seus voltants. Està situat a la vall d'Almallutx i vora les cases del mateix nom. El torrent que parteix de l'embassament, anomenat torrent del Gorg Blau o sa Fosca, desemboca al torrent de Pareis i fou declarat Monument natural pel Govern Balear el 2003.

## Història
Fins a la construcció de la presa, el Gorg Blau era l'indret del torrent situat entre l'ampla vall i l'Estret, on s'acumulava aigua de manera natural i feia un petit gorg. Just allà, el camí de Sóller travessava el torrent amb un pont i conduïa cap a Lluc. Al costat del pont s'arribà a excavar un túnel per als cotxes. A Cals Reis, el 1906 s'hi construí una central elèctrica que aprofitava l'aigua.
Abans de la construcció de l'embassament, el lloc es feu famós per la conjunció de l'alçada de les parets del torrent, pel color de l'aigua i pel pontarró i inspirà poemes. Fou pintat, fotografiat, objecte de visites turístiques i reproduït en targetes postals:
- Una de les primeres referències a la seva qualitat estètica és del romàntic Pau Piferrer i Fàbregas, que hi trobava «quietud i tristesa».
- Miquel Costa i Llobera s'hi inspirà per a escriure el poema El Gorg Blau.
- El pintor Joaquim Mir s'inspirà en el Gorg Blau en el vitrall en forma de tríptic «Gorg blau», ara al Museu Nacional d'Art de Catalunya.

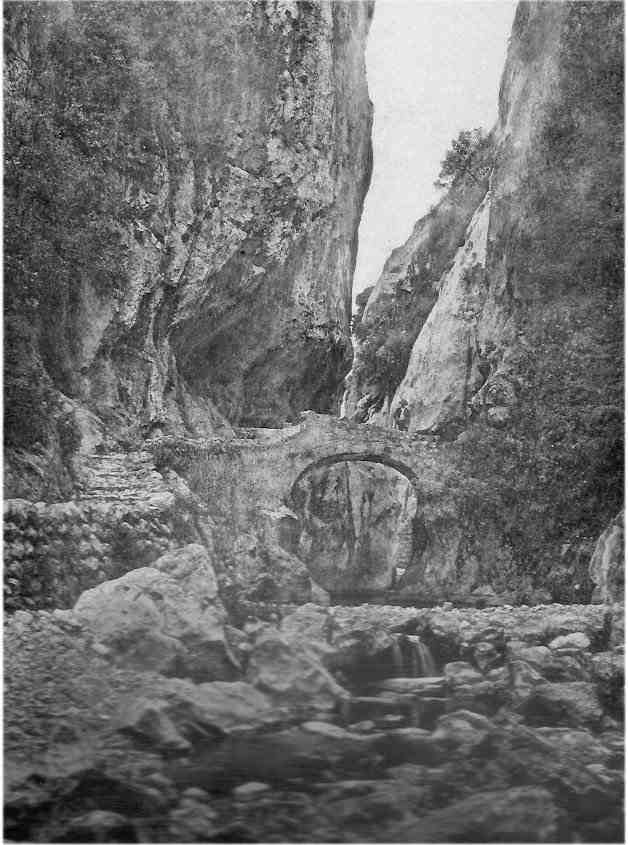
El Gorg Blau primitiu (1904)

El nou embassament, amb la presa i la carretera, foren inaugurats el 8 d'abril de 1972.